# Imerslundryggen
Der Imerslundryggen ist ein teilweise verschneiter Gebirgskamm in der Heimefrontfjella des ostantarktischen Königin-Maud-Lands. Im Zentrum der Sivorgfjella erstreckt er sich von der Schjelderupveggen bis zum Johansenbotnen.
Wissenschaftler des Norwegischen Polarinstituts benannten ihn 1987 nach Helge Imerslund (1897–1974), einem Anführer der Widerstandsbewegung gegen die deutsche Okkupation Norwegens im Zweiten Weltkrieg.